# Jesper Nyholm
Jesper Gunnar Fernando Nyholm (* 10. September 1993 in Uppsala, Schweden) ist ein schwedisch-philippinischer Fußballspieler.

## Karriere

### Verein
Jesper Nyholm erlernte das Fußballspielen in der Jugendmannschaft des Funbo IF in der schwedischen Gemeinde Uppsala. Seinen ersten Vertrag unterschrieb er am 1. Januar 2011 beim IK Sirius. Der Verein aus Uppsala spielte in der dritten schwedischen Liga, der Division 1. Von Januar 2013 bis November 2013 wurde er an den ebenfalls in Upsala beheimateten Gamla Upsala SK ausgeliehen. Mit dem Klub spielte er in der vierten Liga. Am 1. Januar 2014 wechselte fest zum Gamla Upsala. 2015 wechselte er für zwei Jahre zum Drittligisten Dalkurd FF. Mit dem Verein wurde er Meister der Norra Gruppe und stieg somit in die zweite Liga auf. Der Erstligist AIK Solna aus Solna verpflichtete ihn am 1. Januar 2017. Hier stand er bis Ende Dezember 2019 unter Vertrag. Von Januar 2020 bis Mitte Juni 2020 war er vertrags- und vereinslos. Am 13. Juni 2020 nahm ihn der ebenfalls in der ersten Liga spielende Djurgårdens IF aus Stockholm unter Vertrag. Für den Hauptstadtverein absolvierte er 21 Erstligaspiele. Ende 2021 zog es ihn nach Asien, wo er in Thailand einen Vertrag bei Muangthong United unterschrieb. Der Verein aus Pak Kret, einem Vorort der Hauptstadt Bangkok, spielt in der ersten Liga des Landes, der Thai League. Für Muangthong bestritt er 31 Erstligaspiele. Im Sommer 2023 wurde sein Vertrag nicht verlängert. Ende Juni 2023 ging er nach Malaysia, wo er einen Vertrag beim 	Erstligisten Perak FC unterschrieb. Nach 23 Ligaspielen kehrte er Ende Dezember 2024 nach Thailand zurück. Hier unterschrieb er einen Vertrag beim Erstligisten PT Prachuap FC.

### Nationalmannschaft
Jesper Nyholm spielt seit 2021 für die Nationalmannschaft der Philippinen. Sein Debüt in der Nationalelf gab er am 11. Dezember 2021 in Singapur im Gruppenspiel der Südostasienmeisterschaft gegen Timor-Leste. Hier stand er in der Startelf und erzielte in der 45. Minute sein erstes Tor für die Nationalelf. Die Philippinen gewannen das Spiel 7:0.

## Erfolge
Dalkurd FF
- Division 1 – Norra: 2015  ▲